# Susana Helena Correia
Susana Helena Correia, mais conhecida apenas como Susana Correia (Bonfim, Porto, 1955 - Beja, 2 de Novembro de 2021), foi uma arqueóloga e política portuguesa.

## Biografia

### Nascimento
Nasceu em 13 de Abril de 1955, na Freguesia de Bonfim, no Concelho do Porto.

### Carreira política e profissional
Era militante do Partido Comunista Português desde 1998, tendo ocupado importantes postos dentro daquele partido, como membro da Comissão Concelhia de Beja e da Direcção da Organização Regional de Beja do Partido, além ter colaborado em outras instituições partidárias. Esteve igualmente integrada no Movimento da Paz. Nas eleições autárquicas de 2021, tinha sido eleita pela Coligação Democrática Unitária para a Assembleia Municipal de Beja. Também foi candidata pelo CDU para a Assembleia da República, nomeada pelo Círculo Eleitoral de Beja. Também esteve integrada em vários movimentos associativos do concelho de Beja, tendo exercido como presidente da Assembleia Geral da Associação Humanitária dos Bombeiros Voluntários de Beja, e foi um dos órgãos sociais da Rádio Voz da Planície.
Destacou-se igualmente pelo seu trabalho em termos de arqueologia e cultura no Alentejo, estando a ocupar a função de técnica na Direcção Regional de Cultura do Alentejo, quando faleceu. Colaborou no Museu Nacional de Arqueologia, em Lisboa, no período após a Revolução de 25 de Abril de 1974, e depois continuou a sua carreira no Alentejo. Na década de 1980 dirigiu escavações na Rua do Sembrano, em Beja, em conjunto com José Carlos Oliveira, tendo sido descobertos os vestígios de uma muralha, contribuindo desta forma para a identificação de um povoado da segunda Idade do Ferro. Em 1988 fez trabalhos arqueológicos na zona envolvente à Igreja de Santa Maria, em Beja, onde foram descobertos vestígios romanos, islâmicos e modernos, incluindo uma necrópole.
Entre 1990 e 1991 conduziu escavações arqueológicas no importante sítio arqueológico de Garvão, em conjunto com Caetano de Mello Beirão. Também em 1990 fez trabalhos arqueológicos de emergência no adro da Igreja Matriz de Garvão, onde foram identificada uma necrópole medieval e outras estruturas, testemunhando a ocupação humana no local desde a Idade do Ferro. Em 2009 foi entrevista pela Rádio Televisão Portuguesa, para a reportagem Conhecer a cidade romana de Miróbriga. Em 2018 apresentou a obra Actas do VIII Encontro de Arqueologia do Sudoeste Peninsular, durante a décima edição aquele evento, organizado na localidade de Zafra, em Espanha. Em Março de 2019 fez a conferência Grão a Grão... se Constrói a História da Nossa Cidade: O exemplo da Rua do Sembrano, parte da sessão Montra de Beja - As escavações da Rua do Sembrano, organizada pela Associação de Defesa do Património da Região de Beja. Foi entrevistada pela Rádio Voz da Planície, como investigadora do sítio arqueológico do Cabeço da Zurria, no concelho de Cuba. Fez igualmente estudos de arqueomagnetismo na Villa romana de São Cucufate, na Quinta de Apariça, no sítio do Vale da Morte, e no Casal das Choupanas, em conjunto com o arqueólogo Rafael Alfernim.

### Falecimento
Faleceu em 2 de Novembro de 2021, no hospital de Beja, aos 66 anos de idade, devido a uma doença súbita. Na sequência da sua morte, a Rádio Voz da Planície, a Assembleia Municipal de Beja, o Museu Nacional de Arqueologia e a Direcção da Organização Regional de Beja do Partido Comunista Português emitiram notas de pesar, tendo esta última salientado a sua carreira política.

## Obras publicadas
- CORREIA, Susana Helena (1998). Relatório da Intervenção Arqueológica efectuada na Cerca do Adro em Garvão, Ourique. [S.l.: s.n.]
- MELRO, Samuel; CORREIA, Susana (2018). Actas do VII Encontro de Arqueologia do Sudoeste Peninsular: Serpa-Aroche, 24, 25 e 26 de Outubro de 2014. Serpa: Câmara Municipal de Serpa. ISBN 978-989-8187-19-2
- NOBRE, Álvaro; CORREIA, Susana; SILVA, Victor; ALEXANDRINO, Sílvia (2005). Beja: caminhos de futuro. Beja: BejaPolis. 263 páginas. ISBN 9728602073
- CORREIA, Susana. «Intervenções de Salvamento na Área a Afectar Pelo Regolfo de Alqueva: Blocos 4 e 7 do Plano de Minimização de Impactes Arqueológicos». Al-Madan. Série II (11). Almada: Centro de Arqueologia de Almada. p. 109-116. ISSN 2182-7265
- CORREIA, Susana (1990). Roteiros da Arqueologia Portuguesa - Miróbriga. Volume 3. [S.l.]: Instituto Português do Património Cultural: Departamento de Arqueologia